# IEEE 802.11p
IEEE 802.11p este un amendament aprobat la standardul IEEE 802.11 pentru a adăuga accesul fără fir în medii vehiculate (WAVE), un sistem de comunicații pentru vehicule. Acesta definește îmbunătățirile aduse standardului 802.11 (baza produselor comercializate ca Wi-Fi) necesare pentru a sprijini aplicațiile sistemelor inteligente de transport (ITS). Aceasta include schimbul de date între vehicule de mare viteză și între vehicule și infrastructura de pe marginea drumului, așa-numita comunicare vehicle-to-everything (V2X), în banda ITS licențiată de 5,9 GHz (5,85-5,925 GHz). IEEE 1609 este un standard de nivel superior bazat pe IEEE 802.11p. Acesta este, de asemenea, baza unui standard european pentru comunicațiile vehiculelor cunoscut sub numele de ETSI ITS-G5.

## Descriere
802.11p este baza pentru comunicațiile dedicate cu rază scurtă de acțiune (DSRC), un proiect al Departamentului de Transport al SUA bazat pe arhitectura CALM (Communications Access for Land Mobiles) a Organizației Internaționale de Standardizare pentru rețelele de comunicații bazate pe vehicule, în special pentru aplicații precum colectarea taxelor de drum, serviciile de siguranță a vehiculelor și tranzacțiile comerciale prin intermediul automobilelor. Viziunea finală a fost o rețea națională care să permită comunicațiile între vehicule și punctele de acces de pe marginea drumurilor sau alte vehicule. Această lucrare se bazează pe predecesorul său ASTM E2213-03 de la ASTM International⁠(d).
În Europa, 802.11p este utilizat ca bază pentru standardul ITS-G5, susținând protocolul GeoNetworking pentru comunicarea de la vehicul la vehicul și de la vehicul la infrastructură. ITS G5 și GeoNetworking sunt standardizate de grupul pentru sisteme de transport inteligente al Institutului European pentru Standarde în Telecomunicații.

### Context
Deoarece legătura de comunicare dintre vehicule și infrastructura rutieră poate exista doar pentru un interval scurt de timp, amendamentul IEEE 802.11p definește o metodă de schimb de date prin această legătură fără a fi necesară stabilirea unui set de servicii de bază (BSS), deci fără a fi necesară așteptarea finalizării procedurilor de asociere și autentificare înainte de schimbul de date. În acest scop, stațiile compatibile cu IEEE 802.11p utilizează wildcard-ul BSSID⁠(d) (o valoare de toți 1) în antetul cadrelor pe care le schimbă și pot începe să trimită și să primească cadre de date de îndată ce acestea ajung pe canalul de comunicare.
Deoarece astfel de stații nu sunt nici asociate, nici autentificate, mecanismele de autentificare și de confidențialitate a datelor prevăzute de standardul IEEE 802.11 (și modificările sale) nu pot fi utilizate. Aceste tipuri de funcționalități trebuie să fie furnizate de niveluri superioare ale rețelei.

### Anunț de sincronizare
Acest amendament adaugă un nou cadru de gestionare pentru anunțarea sincronizării, care permite stațiilor compatibile cu IEEE 802.11p să se sincronizeze cu o referință de timp comună. Singura referință de timp definită în amendamentul IEEE 802.11p este UTC.

### Performanța receptorului
Unele cerințe opționale de respingere îmbunătățită a canalelor (atât pentru canalele adiacente, cât și pentru cele neadiacente) sunt specificate în acest amendament pentru a îmbunătăți imunitatea sistemului de comunicații la interferențele în afara canalului. Acestea se aplică numai transmisiilor OFDM⁠(d) în banda de 5 GHz utilizată de stratul fizic IEEE 802.11a⁠(d).

### Banda de frecvență
Standardul IEEE 802.11p utilizează de obicei canale cu o lățime de bandă de 10 MHz în banda de 5,9 GHz (5,850-5,925 GHz). Aceasta reprezintă jumătate din lățimea de bandă utilizată în standardul 802.11a, sau dublul timpului de transmisie pe simbol de date. Acest lucru permite receptorului să facă față mai bine caracteristicilor canalului radio în mediile de comunicații pentru vehicule, în special ecourilor semnalelor reflectate de obiectele în mișcare.

## Istoric
Grupul de lucru 802.11p a fost format în noiembrie 2004. Lee Armstrong a fost președinte, iar Wayne Fisher editor tehnic. Proiectele au fost elaborate din 2005 până în 2009. Până în aprilie 2010, proiectul 11 a fost aprobat cu 99% voturi afirmative și niciun comentariu. Amendamentul aprobat a fost publicat la 15 iulie 2010; titlul său a fost „Amendment 6: Wireless Access in Vehicular Environments”.
În august 2008, Comisia Europeană a alocat o parte din banda de 5,9 GHz pentru aplicații prioritare de siguranță a transporturilor și pentru comunicații între vehicule și infrastructură. Intenția este ca compatibilitatea cu SUA să fie asigurată chiar dacă alocarea nu este exact aceeași; frecvențele vor fi suficient de apropiate pentru a permite utilizarea aceleiași antene și a aceluiași transmițător/receptor radio.
Simulările publicate în 2010 prevăd întârzieri de cel mult câteva zeci de milisecunde pentru traficul cu prioritate ridicată.
În noiembrie 2020, FCC⁠(d) a realocat jumătatea inferioară de 45 MHz a spectrului DSRC (5,850-5,895 GHz) pentru Wi-Fi și alte utilizări fără licență, argumentând că industria auto a eșuat în mare măsură să utilizeze spectrul DSRC în cei 21 de ani de existență, cu doar 15.506 vehicule în SUA – 0,0057% din total – echipate pentru DSRC.

## Implementări
În orașul portughez Porto, acesta este utilizat ca un mesh pentru a furniza date despre vehicule între vehiculele publice și acces WI-FI pentru pasagerii săi.
În Europa, este prevăzută punerea în aplicare a unui set de cazuri de utilizare descrise în documentul Comisiei Europene „5G Global Developments”.